# Japán férfi jégkorong-válogatott
A japán férfi jégkorong-válogatott Japán nemzeti csapata, amelyet a Japán Jégkorongszövetség irányít. Ázsia egyik legeredményesebb válogatottja Kazahsztán mellett.

## Eredmények

### Világbajnokság
1920 és 1968 között a téli olimpia minősült az az évi világbajnokságnak is. Ezek az eredmények kétszer szerepelnek a listában.
A Nemzetközi Jégkorongszövetség 1998 és 2004 között, Japán csapatának az előző évi helyezésétől függetlenül, biztosította az indulás lehetőségét a jégkorong-világbajnokság legmagasabb osztályában.
- 1920–1928 – nem vett részt
- 1930 – 6. hely
- 1931–1935 – nem vett részt
- 1936 – 9. hely
- 1937–1956 – nem vett részt
- 1957 – 8. hely
- 1958–1959 – nem vett részt
- 1960 – 8. hely
- 1961 – nem vett részt
- 1962 – 9. hely (B csop., 1. hely)
- 1963 – nem vett részt
- 1964 – 11. hely
- 1965–1966 – nem vett részt
- 1967 – 17. hely (C csop., 1. hely)
- 1968 – 10. hely
- 1969 – 15. hely (C csop., 1. hely)
- 1970 – 11. hely (B csop., 5. hely)
- 1971 – 12. hely (B csop., 6. hely)
- 1972 – 11. hely (B csop., 5. hely)
- 1973 – 12. hely (B csop., 6. hely)
- 1974 – 10. hely (B csop., 4. hely)
- 1975 – 12. hely (B csop., 6. hely)
- 1976 – 10. hely (B csop., 2. hely)
- 1977 – 11. hely (B csop., 3. hely)
- 1978 – 10. hely (B csop., 2. hely)
- 1979 – 14. hely (B csop., 6. hely)
- 1981 – 16. hely (B csop., 8. hely)
- 1982 – 17. hely (C csop., 1. hely)
- 1983 – 13. hely (B csop., 5. hely)
- 1985 – 13. hely (B csop., 5. hely)
- 1986 – 15. hely (B csop., 8. hely)
- 1987 – 17. hely (C csop., 1. hely)
- 1989 – 15. hely (B csop., 7. hely)
- 1990 – 15. hely (B csop., 7. hely)
- 1991 – 16. hely (B csop., 8. hely)
- 1992 – 15. hely (B csop., 3. hely)
- 1993 – 17. hely (B csop., 5. hely)
- 1994 – 16. hely (B csop., 4. hely)
- 1995 – 18. hely (B csop., 6. hely)
- 1996 – 20. hely (B csop., 8. hely)
- 1997 – 24. hely (C csop., 4. hely)
- 1998 – 14. hely
- 1999 – 16. hely
- 2000 – 16. hely
- 2001 – 16. hely
- 2002 – 16. hely
- 2003 – 16. hely
- 2004 – 15. hely
- 2005 – 25. hely (Divízió I A, 5. hely)
- 2006 – 22. hely (Divízió I A, 3. hely)
- 2007 – 22. hely (Divízió I B, 3. hely)
- 2008 – 21. hely (Divízió I B, 3. hely)
- 2009 – 21. hely (Divízió I A, 3. hely)
- 2010 – 21. hely (Divízió I A, 3. hely)
- 2011 – visszalépett
- 2012 – 20. hely (Divízió I A, 4. hely)
- 2013 – 20. hely (Divízió I A, 4. hely)
- 2014 – 19. hely (Divízió I A, 3. hely)
- 2015 – 20. hely (Divízió I A, 4. hely)
- 2016 – 22. hely (Divízió I A, 6. hely)
- 2017 – 24. hely (Divízió I B, 2. hely)
- 2018 – 24. hely (Divízió I B, 2. hely)

### Olimpiai játékok
- 1920–1932 – nem vett részt
- 1936 – 9. hely
- 1948–1956 – nem vett részt
- 1960 – 8. hely
- 1964 – 11. hely
- 1968 – 10. hely
- 1972 – 9. hely
- 1976 – 9. hely
- 1980 – 12. hely
- 1984–1992 – nem vett részt
- 1994 – nem jutott ki
- 1998 – 13. hely
- 2002 – nem jutott ki
- 2006 – nem jutott ki
- 2010 – nem jutott ki
- 2014 – nem jutott ki
- 2018 – nem jutott ki
- 2022 – nem jutott ki